# Jalalabad (dystrykt Shahjahanpur)
Jalalabad (hindi जलालाबाद) – miasto w północnych Indiach w stanie Uttar Pradesh, na Nizinie Hindustańskiej.
Populacja miasta w 2001 roku wynosiła 31 112 mieszkańców.